# The Last in Line
The Last in Line drugi je studijski album američke heavy metal skupine Dio, objavljen 2. srpnja 1984. godine.

## Popis pjesama
1. We Rock – 4:33 – (Dio)
2. The Last in Line – 5:46 – (Dio, Vivian Campbell, Jimmy Bain)
3. Breathless– (Dio, Campbell) – 4:09
4. I Speed at Night – 3:26 – (Dio, Campbell, Bain, Vinny Appice)
5. One Night in the City – 5:14 – (Dio, Campbell, Bain, Appice)
6. Evil Eyes – 3:38 – (Dio)
7. Mystery – 3:55 – (Dio, Bain)
8. Eat Your Heart Out – 4:02 – (Dio, Campbell, Bain, Appice)
9. Egypt (The Chains Are On) – 7:01 – (Dio, Campbell, Bain, Appice)

## Izvođači
- Ronnie James Dio - vokali
- Vivian Campbell - gitara
- Jimmy Bain - bas-gitara
- Claude Schnell - klavijature
- Vinny Appice - bubnjevi

## Vanjske poveznice
- "Mystery" video clip
- "The Last in Line" video clip
- The Last in Line song lyrics